# Brunsvigia josephiniae
Brunsvigia josephiniae är en amaryllisväxtart som först beskrevs av Alire Raffeneau Delile, och fick sitt nu gällande namn av Ker Gawl. Brunsvigia josephiniae ingår i släktet Brunsvigia och familjen amaryllisväxter. Inga underarter finns listade i Catalogue of Life.
Brunsvigia josephiniae har många i flock sittande röda blommor och är populär som prydnadsväxt.

## Bildgalleri

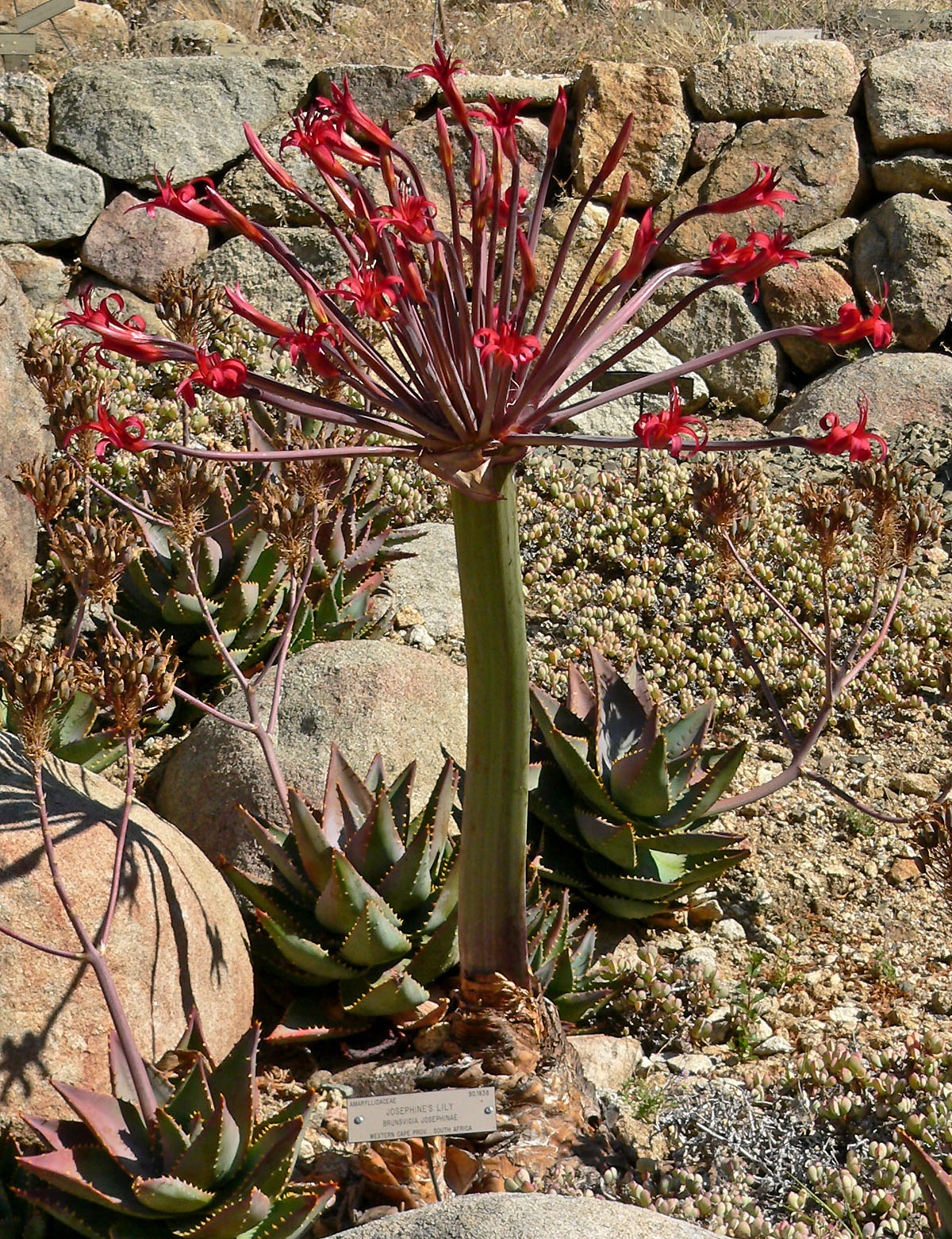
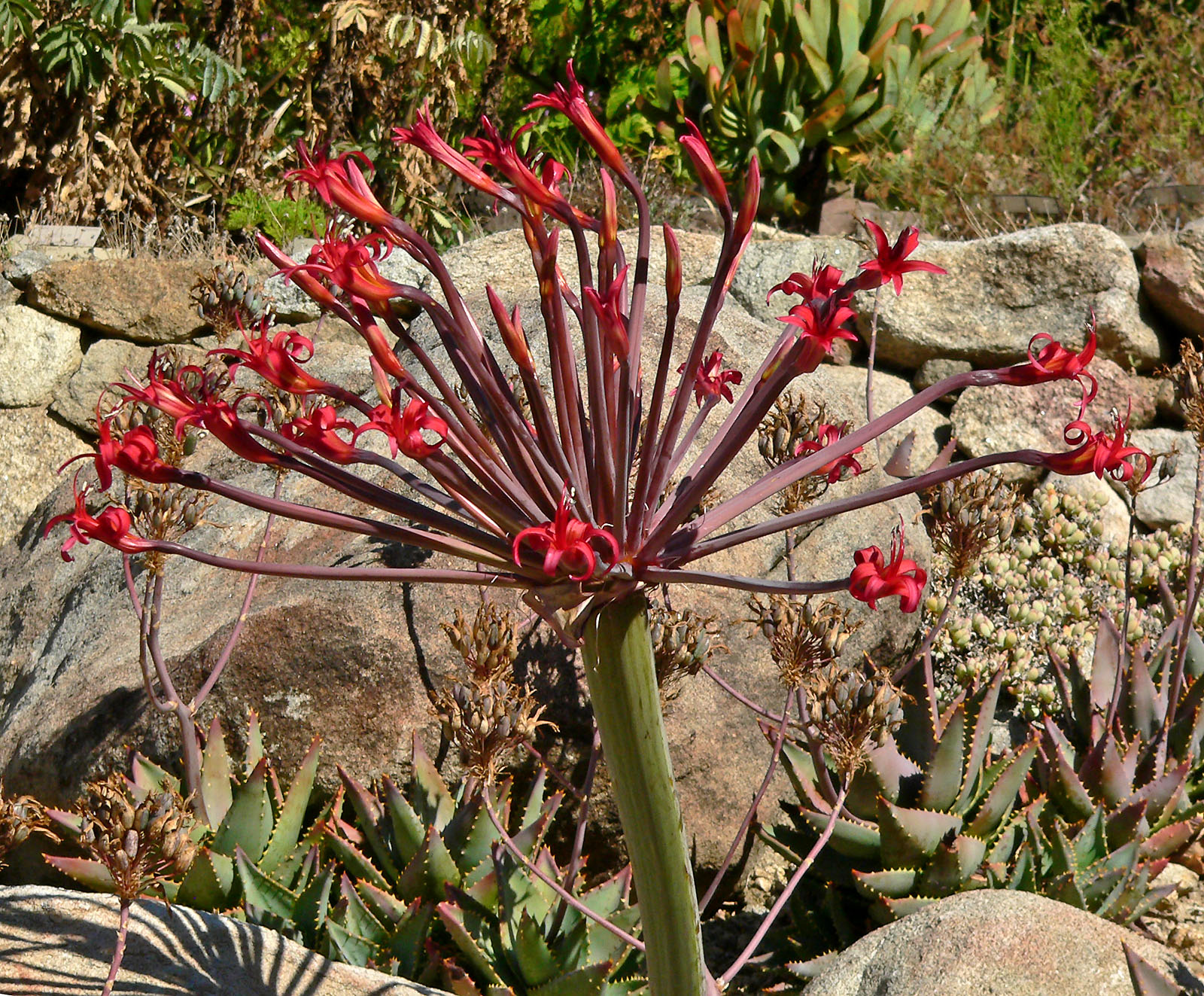
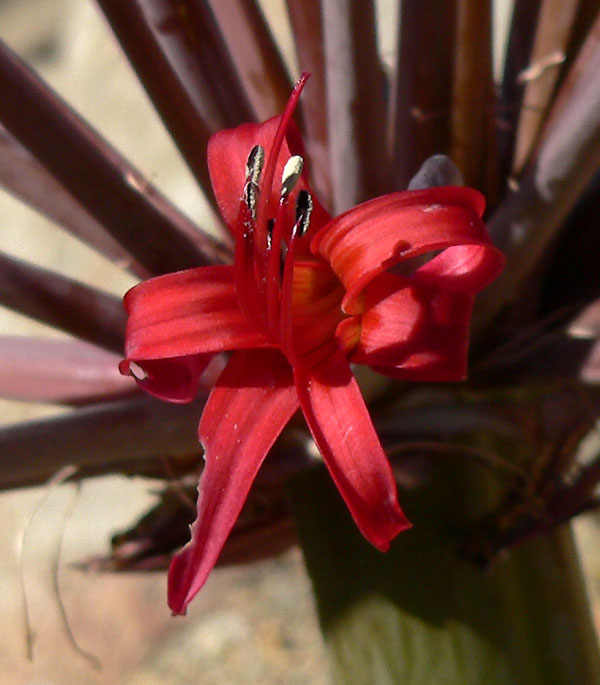
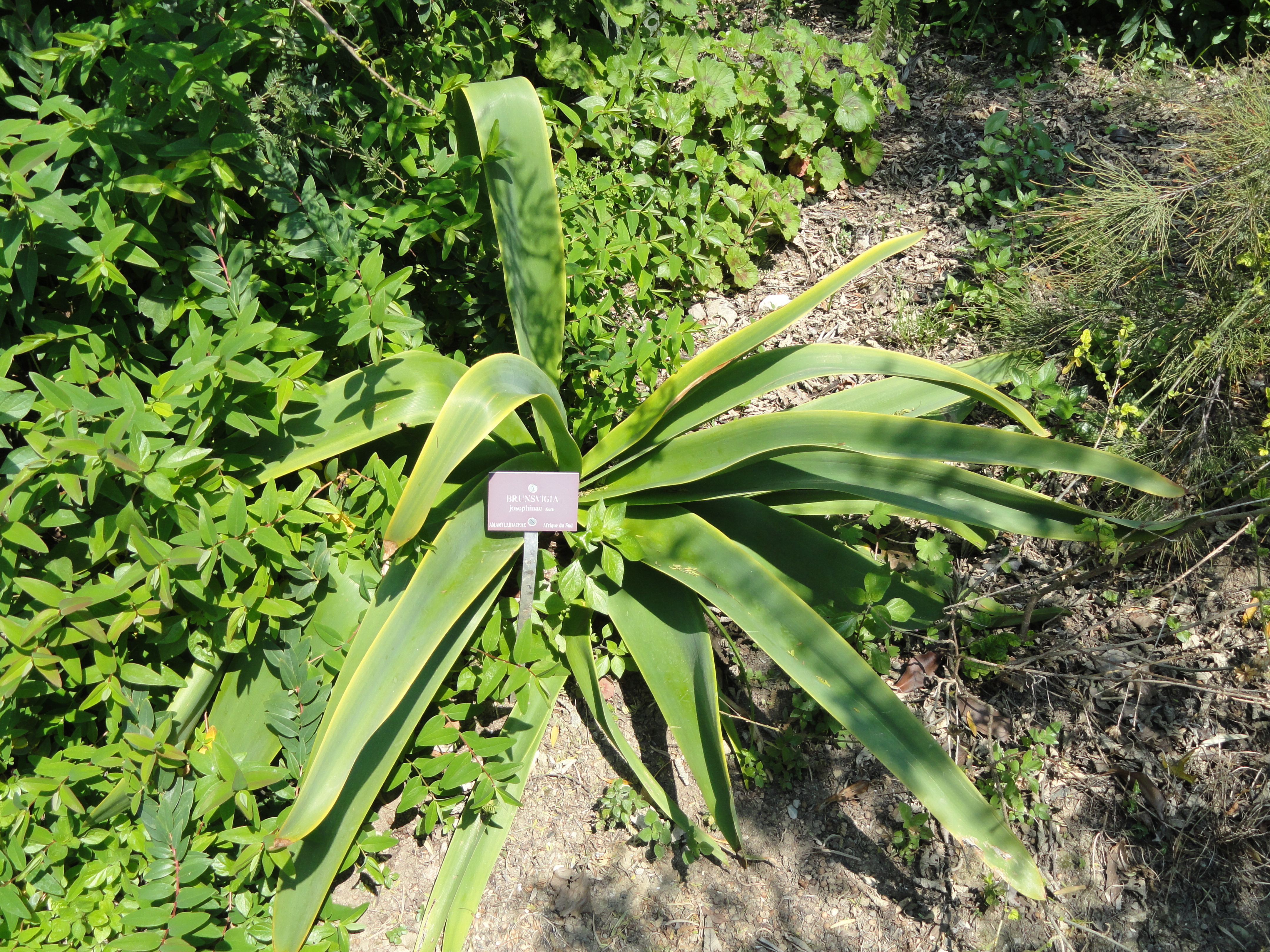